# Vissokopólie
Vissokopólie (en rus: Высокополье) és un poble de l'óblast de Lípetsk, a Rússia, que el 2011 tenia 104 habitants. Pertany al districte rural d'Úsman.